# منيرة موصلي
منيرة موصلي (1954 - 2019)، رسامة سعودية، ورائدة من رواد الفن التشكيلي في المملكة العربية السعودية، ولدت في مكة المكرمة عام 1954م، وتخرجت من كلية الفنون الجميلة في القاهرة عام 1974، ثم حصلت على دبلوم في فن التصميم من الولايات المتحدة الأمريكية في عام 1979، وفي العام نفسه التحقت بالعمل في شركة أرامكو السعودية كمسؤولة عن المطبوعات في إدارة العلاقات العامة،  وانتقلت بعدها للإقامة بالبحرين لتتفرغ للفن.
اختيرت في عام 1994 للعمل أخصائية فنية في برنامج الخليج العربي لدعم منظمات الأمم المتحدة الإنمائية، وأسست مهرجان الفن في مدينة الخبر عام 2007، كانت أول من طرح فنيًا مفهوم التصوير الإسلامي الذي يرافق المخطوطات، وطرحته عبر مجموعة من أعمالها الفنية التي أسمتها «الواسطي وأنا»، وقدمت عدد من الدراسات الفنية التي نشرت في الصحف المحلية والعربية، وأهمها دراستين عن فن الأطفال وعلاقته بالمجتمع. كما شاركت كبار الفنانين التشكيلين في معارض كبرى في الخليج العربي والشرق الأوسط. ونالت العديد من الجوائز التقديرية من جهات ومؤسسات فنية عربية وعالمية.
كانت من أوائل الفنانات التشكيليات اللواتي أقمن معرضًا تشكيليًا في مدينة جدة فكان معرضها الأول مشترك مع الفنانة صفية بن زقر الذي أقيم في مدرسة التربية الحديثة عام 1968، ومن ثم معرضها الخاص الأول عام 1972 في مدينة جدة، ويعد معرضها «الواسطي وأنا» الذي أقامته عام 1997 في بيروت هو البداية الحقيقية لظهور أسلوبها الفني. وكان آخر معرض لها في دبي عام 2016.

## أسلوبها الفني
تتصف لوحاتها بالجرأة، وتدمج بين الرسم والنحت وتستعمل لذلك مواد مختلفة منها أشجار النخيل والخشب وورق البردي والمحار والنباتات، والورق المصنع يدويًا، والأصباغ الطبيعية، إضافة إلى استخدامها لتقنية اللصق المعروفة بالكولاج، كما أدخلت لأعمالها نوافذ خشبية قديمة، لتضفي لأعمالها طابعًا من الواقع الممزوج بالخيال.

## أعمالها[2][5]
| عنوان المعرض                             | مقره                                     | سنة العرض |
| ---------------------------------------- | ---------------------------------------- | --------- |
| معرضها الأول المشترك مع صفية بن زقر      | أقيم بمدرسة التربية الحديثة في مدينة جدة | 1968      |
| معرضها الأول الخاص                       | جدة                                      | 1972      |
| عرضت أعمالها في معرض مشترك               | كاليفورنيا                               | 1976      |
| الواسطي وأنا                             | بيروت                                    | 1997      |
| أطفال غزة                                | النادي الأدبي في الرياض                  | 2016      |
| على سلالم اللون هناك آثار لخطواتي        | قاعة حافظ بمدينة جدة                     | 2009      |
| الصبية تضئ ليلك يا عراق                  | قاعة البارح بالبحرين                     | 2011      |
| معرض مشترك مع عدد من الفنانين التشكيليين | قاعة بيت مزنة في مسقط بسلطنة عمان        |           |

## وفاتها
توفيت منيرة موصلي في 2019 بمدينة جدة ودفنت بها، وهي بعمر 64 عامًا بعد معاناة مع مرض في الكليتين، وبعد وفاتها وجه وزير الثقافة بدر بن فرحان بإطلاق اسم الفنانة منيرة موصلي على إحدى دور العرض الفنية بالسعودية، تقديرًا لما قدمته من فن خلال مسيرتها التي استمرت نحو ربع قرن.